# Goethe-Schiller-Archiv
Het Goethe- und Schiller-Archiv is een archief in de Duitse stad Weimar. Dit archief werd opgericht door Groothertogin Sophie. Deze had namelijk de nalatenschappen van de begaafde inwoners van Saksen-Weimar-Eisenach, Johann Wolfgang von Goethe en Friedrich von Schiller, toevertrouwd gekregen.
Behalve archivalia van en met betrekking tot Goethe en Schiller bewaart het Goethe- und Schiller-Archiv ook archiefmateriaal over andere Duitse schrijvers en persoonlijkheden uit hun tijd, zoals Ludwig Achim en Bettina von Arnim, Friedrich Hebbel, Johann Gottfried Herder, Franz Liszt, Karl Friedrich Zelter en Christoph Martin Wieland.
Het Goethe- und Schillerarchiv is onderdeel van een samenwerkingsverband van 25 culturele instellingen in Weimar, waaronder vele musea en de Herzogin Anna-Amalia-Bibliothek. Sinds 2005 hanteren deze instellingen de overkoepelende benaming Klassik Stiftung Weimar. Op de website van deze stichting heeft men ook toegang tot online databases van het Goethe- und Schiller Archiv en de Herzogin Anna-Amalia-Bibliothek.

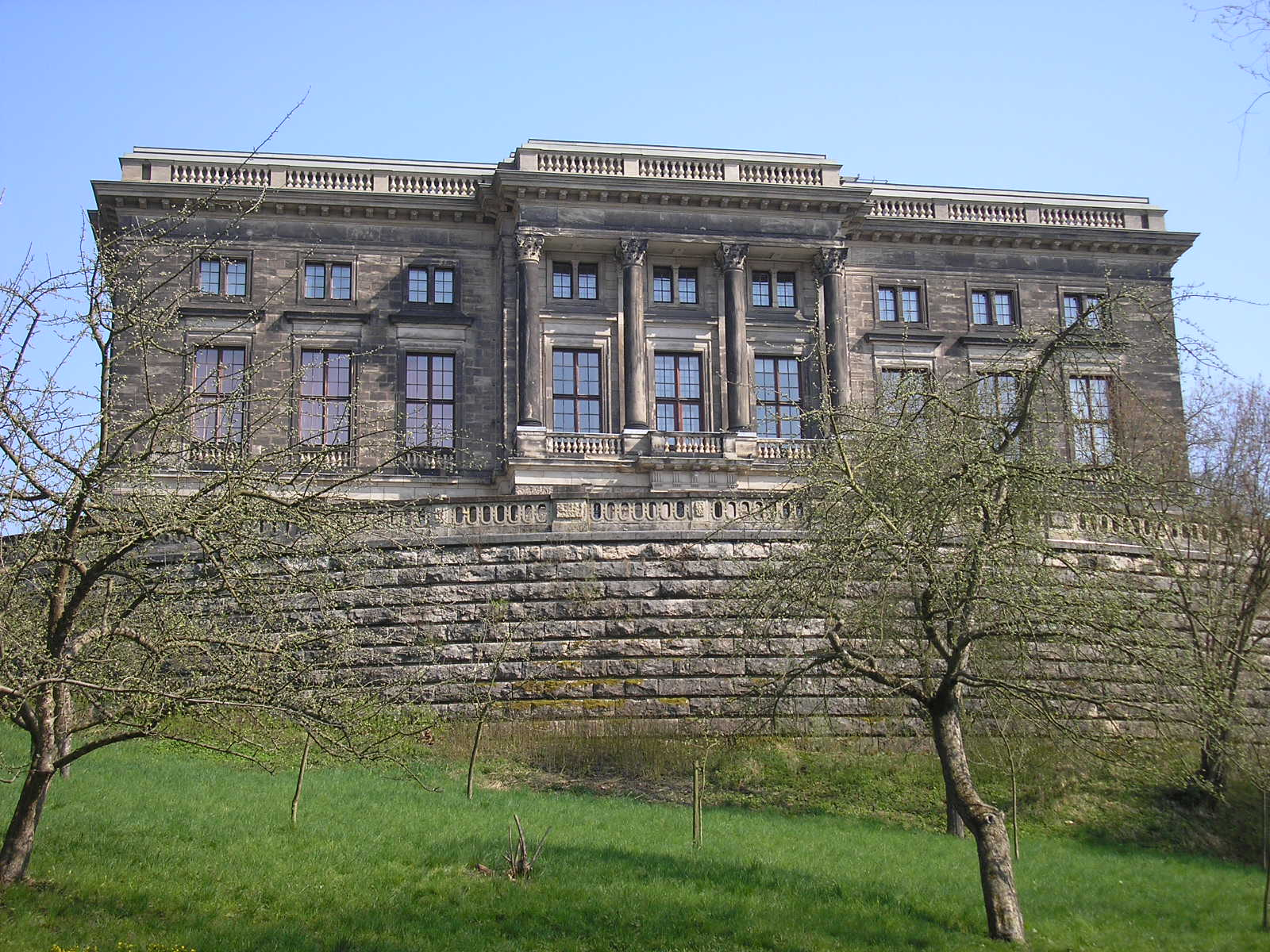
Buitenzijde
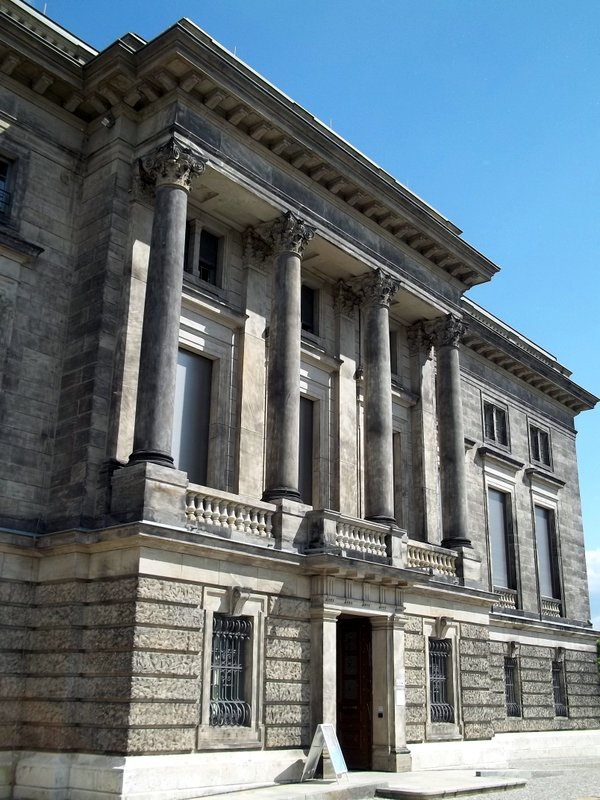
Buitenzijde van dichterbij
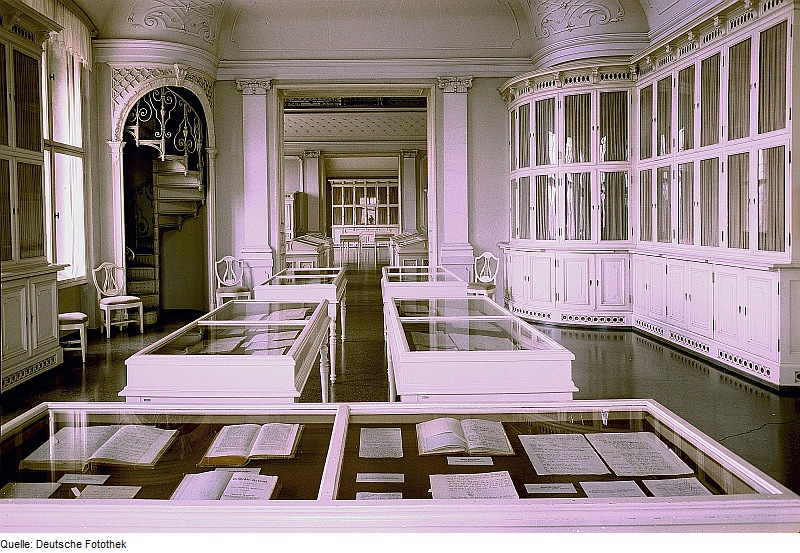
Interieur
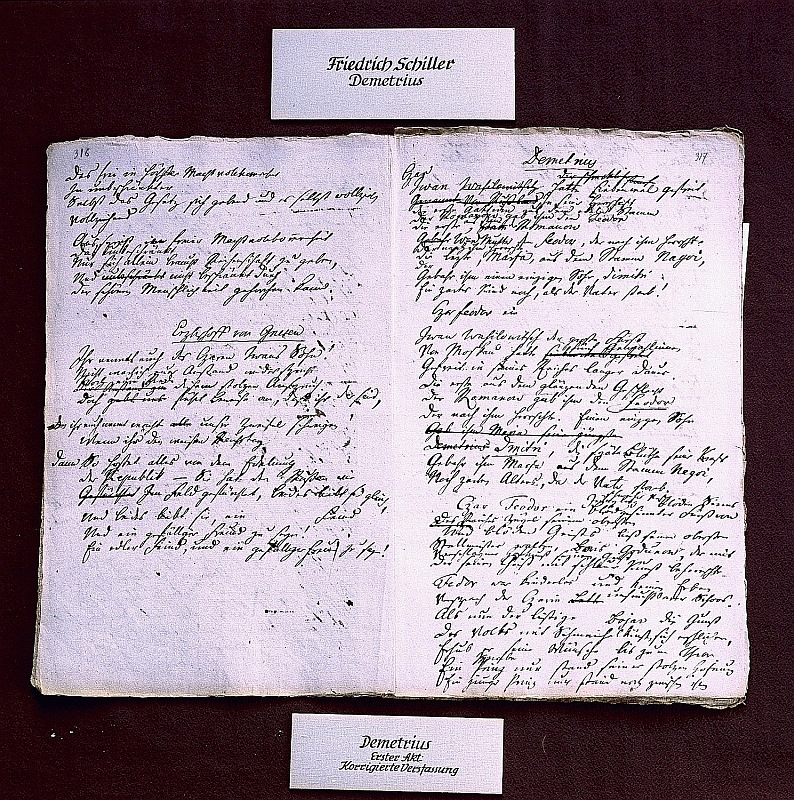
Manuscript van Schillers onvoltooide toneelstuk Demetrius
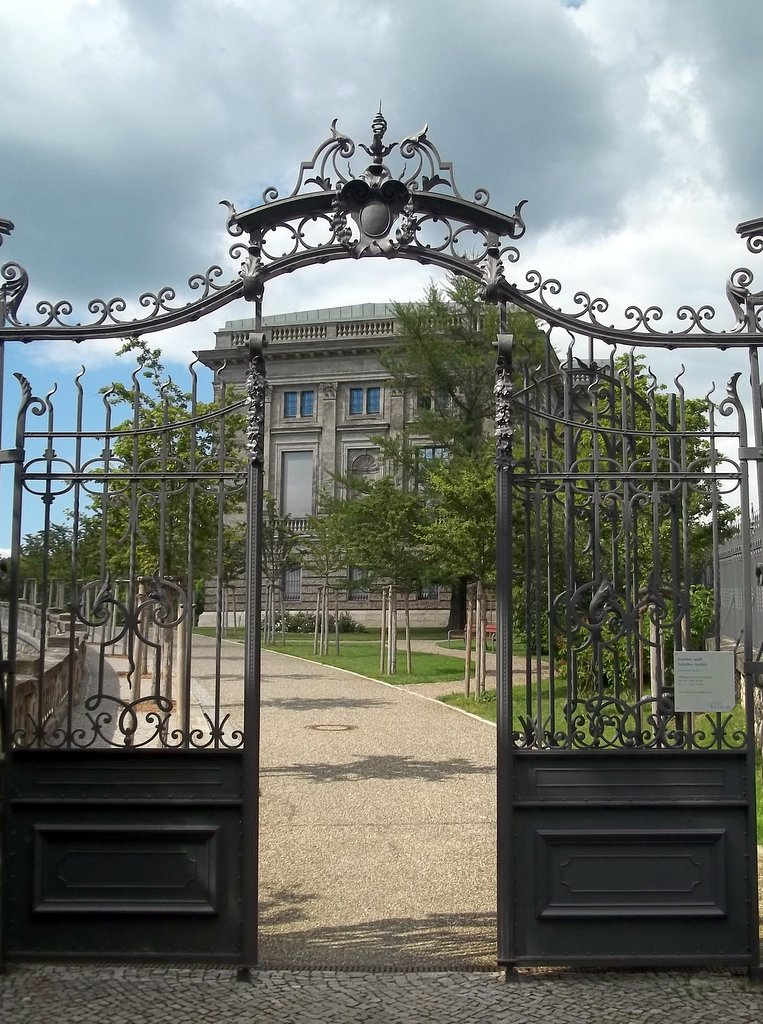
Hek